# Неолиберализм
Неолиберали́зм (англ. neoliberalism) — разновидность либерализма, направление политической и экономической философии, возникшее в 1930-е годы и сформировавшееся как идеология в 1980—1990-е годы.
Сам термин (фр. néo-liberalisme), впервые был использован в 1938 году на парижском Коллоквиуме Уолтера Липпмана; его авторами считаются французский экономист Бернар Лавернь и его немецкий коллега Александер Рюстов. Широкое хождение термин получил в связи с политикой свободного рынка экономического либерализма и монетаризма согласно идеям Милтона Фридмана и Фридриха Хайека, внедрявшейся в Чили при диктатуре Аугусто Пиночета, в Великобритании при Маргарет Тэтчер (тэтчеризм), в США при Рональде Рейгане (рейганомика) и ставшей господствующей в мире экономической моделью в конце XX века.
Неолиберализм имеет широкое значение, охватывая идеологию, способ управления и пакет политических программ.

## Общая характеристика
Неолиберализм, в отличие от классического либерализма, не отрицает полностью государственное экономическое вмешательство и регулирование экономики, но оставляет его функцию лишь для установления принципов конкуренции и законов свободного рынка, рассматривая свободный рынок и неограниченную конкуренцию как основное средство обеспечения прогресса и достижения социальной справедливости, возможных прежде всего на основе экономического роста, который измеряется валовым внутренним продуктом. Возникновение неолиберализма связывается с наступлением «второй эры глобализации». Неолиберализм сформировался в качестве оппозиции развитию в середине XX века идей социал-либерализма, предполагавшего социальное сотрудничество и защиту, сочетание конкуренции с государственным регулированием и социальными программами, принятие элементов эгалитаризма и коллективизма.

## Теоретические основания
Теоретические основания неолиберализма связаны с монетаризмом, а также трудами Роберта Манделла, Маркуса Флеминга, Вильгельма Рёпке, Александера Рюстова и других. Его ведущая идея может быть сформулирована следующим образом: интенсификация и всемирное распространение свободного рынка, как экстенсивно — в международном масштабе, так и интенсивно — на все сферы жизни общества. Таким образом, неолиберализм проявляет принципиальное родство с глобализацией, особенно в экономической сфере.

## Экономическая политика
Экономическая политика неолиберализма ассоциируется прежде всего с laissez-faire парадигмой, и включает в себя такие элементы как дерегуляция экономики, приватизация, уменьшение государственных расходов, увеличение роли частного сектора и неограниченную свободную торговлю.
В 1950—1960-е годы неолиберализм не был заметным политическим явлением, несмотря на то, что ряд его представителей играл значительную роль в экономической политике (Л. Эрхард возглавлял правительство ФРГ, Ж. Рюэф был экономическим советником де Голля). Политическое влияние неолиберализма выросло в 1970—1980-е годы вследствие неспособности кейнсианского макроэкономического регулирования справиться со стагфляцией и другими последствиями мирового экономического кризиса.
Наиболее известна «чикагская школа», сторонники которой выступали с позиций неолиберализма против политики «государства всеобщего благоденствия» и критиковали неокейнсианство за дестимулирующее влияние высоких налогов на предпринимательство и социальных пособий на их получателей (предпочитающих получать пособия вместо труда на непрестижных рабочих местах), а также за бюрократизацию и ползучую инфляцию как следствие бюджетного дефицита ради достижения полной занятости.

## Социальная концепция
Социальная концепция неолиберализма основана на рыночной интерпретации всех типов общественных связей: каждый человек рассматривается как свободный предприниматель, организующий собственную жизнь как предприятие, а каждое социальное взаимодействие — как контракт (акт купли-продажи). Все формы отношений, в том числе взаимоотношения работников одной компании или членов семьи, рассматриваются как виды суб-рыночной конкуренции. Согласно теории неолиберализма, нации и государства на мировом рынке также выступают в роли предприятий. С точки зрения философии неолиберализма, существование и функционирование рынка обладает самоценностью, независимо от его воздействия на производство товаров и услуг, а законы функционирования рыночных структур составляют фундаментальное основание этики. Соответственно, в неолиберализме не существует различия между рыночной экономикой и рыночным обществом, а его этическая концепция возвращается к меркантилизму.

## Критика неолиберализма
Среди известных критиков неолиберализма — экономисты Джозеф Стиглиц, Амартия Сен, Майкл Хадсон, Пол Кругман, Ричард Вольф, Янис Варуфакис, Роберто Мангабейра Унгер; лингвист Ноам Хомский; географ и антрополог Дэвид Харви; социологи Мишель Фуко, Пьер Бурдьё и Иммануил Валлерстайн; автор и общественная деятельница Наоми Кляйн; журналисты Джордж Монбио и Крис Хеджес; спикер сапатистов субкоманданте Маркос; религиозный деятель Фрей Бетто и папа римский Франциск. Одним из главных источников для критики неолиберализма стали идеи Карла Поланьи, чья работа «Великая трансформация» (1944) часто рассматривается как антитезис раннему манифесту неолиберализма ― книге Хайека «Дорога к рабству». Критики неолиберального капитализма и неолиберальной глобализации указывают на пагубность неолиберальной экономической политики для разрешения проблем кризисных экономик и поддержания социальной справедливости, а также на такие её последствия, как существенное снижение стандартов в сфере труда, наступление на права профсоюзов, нарастающий ущерб окружающей среде. Пьер Бурдьё и Гюнтер Грасс сравнивали наступление неолиберализма с «консервативной революцией» в Германии 1930-х годов как направленной против традиции Просвещения.
Географ Дэвид Харви, называя в своей «Краткой истории неолиберализма» предмет книги теорией, «согласно которой рыночный обмен является основой системы этических норм», считает её антисоциальной и антидемократичной; он указывает, что неолиберализм выступил проектом восстановления и укрепления классового господства крупного капитала после периода кейнсианского регулирования экономики и компромиссов с трудящимися классами («славное тридцатилетие»). Такие авторы, как Харви и Наоми Кляйн, полагают, что впервые неолиберализм воплощался на практике группами экономистов, известных как «Чикагские мальчики» и «Берклийская мафия», в условиях правоавторитарных диктатур Аугусто Пиночета в Чили и Сухарто в Индонезии соответственно; оба режима пришли к власти в результате переворотов и отметились массовым нарушением прав человека.
Критики неолиберализма, в частности Эрик Райнерт, считают неолиберализм разрушительным для мировой экономической системы, и возлагают на него ответственность за обнищание многих стран на протяжении последних десятилетий, а также за деиндустриализации и структурную деградацию постсоветских экономик. «С глобальным распространением неолиберализма волна приватизации ведёт мировую экономику в тупик», — отмечает в свой статье (сент. 2012) вице-президент АОН КНР Ли Шэньмин.
Вместе с тем, известный писатель и либеральный публицист Марио Варгас Льоса считает, что никакого самостоятельного явления под названием «неолиберализм» не существует, а термин был придуман противниками либерализма «с целью семантически обесценить теорию либерализма». Аналогичную точку зрения имеет белорусский экономист Ярослав Романчук. По мнению российского экономиста Р. И. Капелюшникова, в посвящённой неолиберализму критической литературе он нередко изображается как практически единственный источник социального зла в современном мире, а рассуждения о нём приобретают характер своего рода теории заговора: где-то когда-то втайне от всех была придумана неолиберальная идеология, которая распространилась по всему миру.